# Ewa Dederko
Ewa Dederko (Blachownia, 19 mei 1974) is een triatleet uit Polen.
Op de Olympische Zomerspelen van Beijing in 2008 neemt Dederko deel aan het onderdeel triatlon, waar ze als 30e finisht.
- World Athletics: 14293552